# 善福寺 (鎌倉市)
善福寺（ぜんぷくじ）は、かつて神奈川県鎌倉市由井郷にあった臨済宗の寺院である。山号は海雲山。関東十刹の一つであった。

## 歴史

### 臨済宗関東十刹
大川道通を開山とする。
1323年(元亨3年)の北条貞時の十三年忌供養には当寺より僧衆６６人を参加させている。この数は参加諸寺中９番目の人数であり、かなりの大寺であったことが判る。
1386年(至徳3年)関東十刹に列せられたが、のちに廃寺となる。善福寺が廃寺となった年は判っていない。
近世に寺名が見出されるのは、五山之目録に関東十刹として、「相州　海雲山善福寺」とある。